# Chrysocrambus
Chrysocrambus är ett släkte av fjärilar. Chrysocrambus ingår i familjen Crambidae.

## Bildgalleri

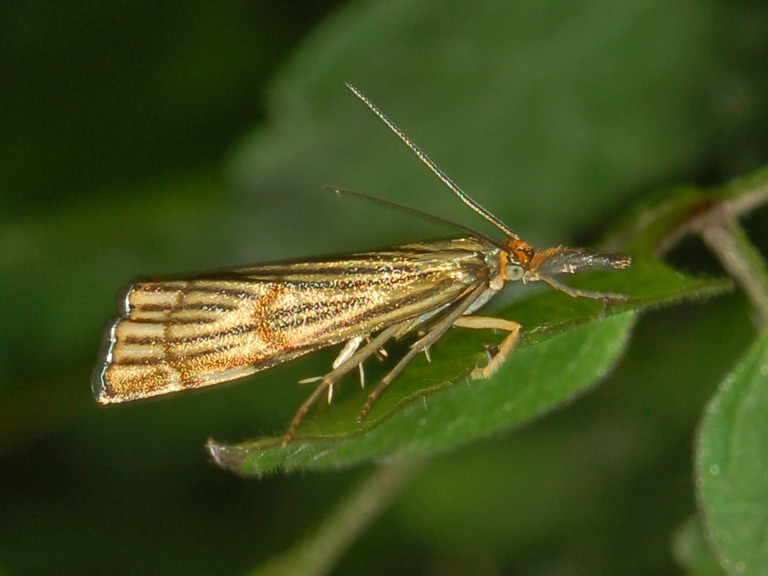
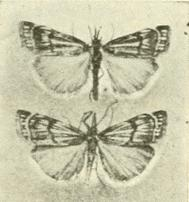

## Dottertaxa tillChrysocrambus, i alfabetisk ordning[1]
- Chrysocrambus abruzzellus
- Chrysocrambus ambustellus
- Chrysocrambus approximellus
- Chrysocrambus bleszynskii
- Chrysocrambus brutiellus
- Chrysocrambus campella
- Chrysocrambus cassentiniellus
- Chrysocrambus chrysocrossis
- Chrysocrambus chrysonuchelloides
- Chrysocrambus cornutellus
- Chrysocrambus craterellus
- Chrysocrambus danutae
- Chrysocrambus defessellus
- Chrysocrambus dentuellus
- Chrysocrambus distinctus
- Chrysocrambus harterti
- Chrysocrambus italellus
- Chrysocrambus klimeschi
- Chrysocrambus kobelti
- Chrysocrambus lambessellus
- Chrysocrambus libany
- Chrysocrambus linetella
- Chrysocrambus maghrebellus
- Chrysocrambus major
- Chrysocrambus marioni
- Chrysocrambus mauretanicus
- Chrysocrambus pseudocraterellus
- Chrysocrambus rorella
- Chrysocrambus rungsellus
- Chrysocrambus sardiniellus
- Chrysocrambus similimellus
- Chrysocrambus stachiellus
- Chrysocrambus syriellus
- Chrysocrambus tingitanellus
- Chrysocrambus umbrosellus
- Chrysocrambus zonatellus